# Spółka Restrukturyzacji Kopalń

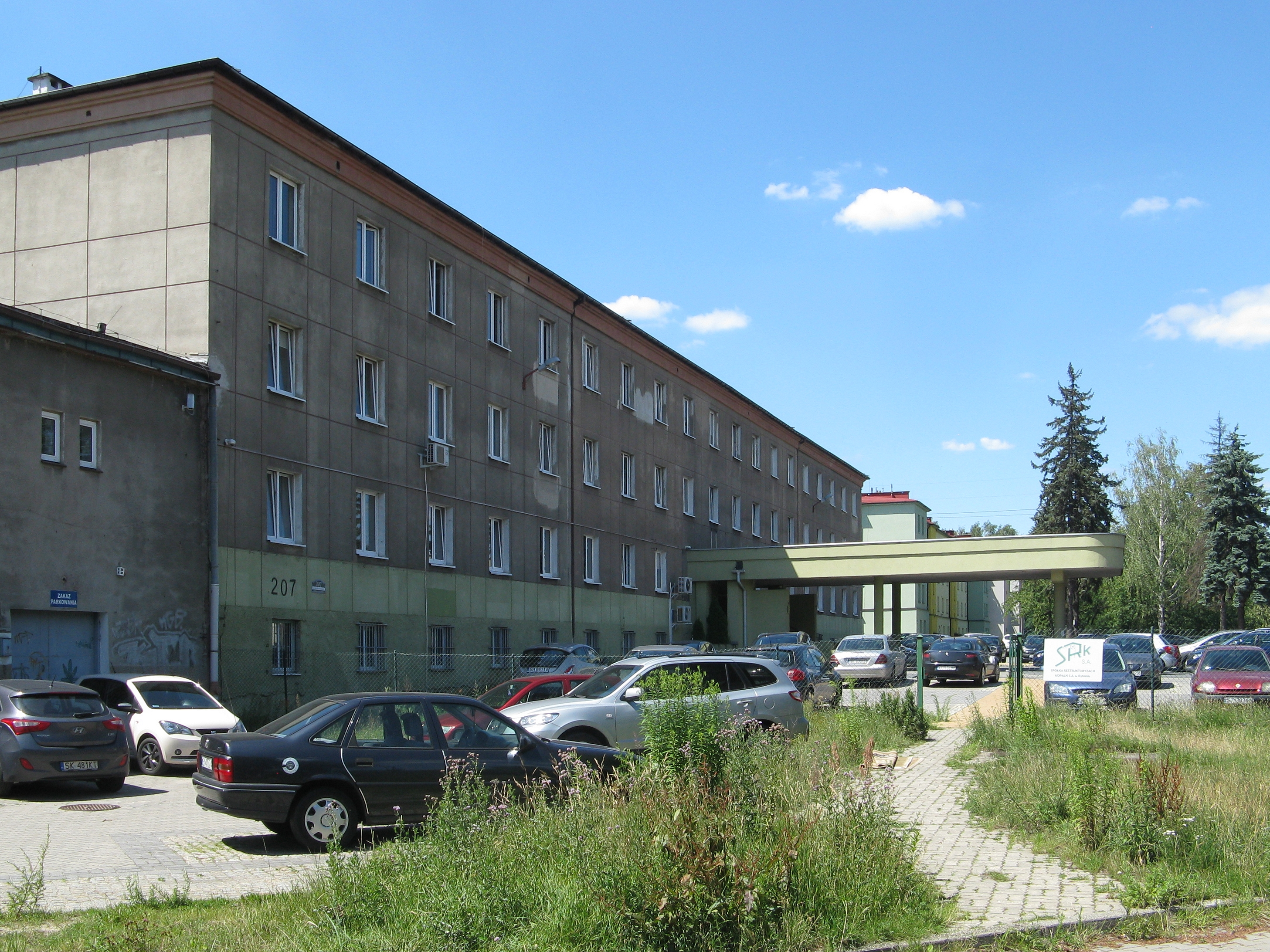
Bytom Spółka Restrukturyzacji Kopalń

Die Spółka Restrukturyzacji Kopalń S.A. (SRK) ist eine polnische Aktiengesellschaft mit Sitz in Bytom, deren Anteile sich ausschließlich in Staatsbesitz befinden. Ihr Kapital beläuft sich (Stand April 2018) auf 143.836.900 PLN, d. h. ungefähr 34,4 Mio. Euro.  Sie wurde am 21. August 2000 gegründet und hatte ursprünglich das Ziel, die Stilllegung der Bergwerke Jan Kanty, Porąbka-Klimontów, Saturn, Sosnowiec und Żory abzuwickeln und die zugehörigen Immobilien zu vermarkten.
Da nach 2000 zahlreiche Bergwerke der Gesellschaften KWSA, KHW und JSW defizitär arbeiteten, wurden die folgenden Bergwerke mit dem Ziel einer Stilllegung der SRK übertragen.
| Name              | Ort                       | Datum der Stilllegung | geplanter Abschluss der Stilllegung |
| ----------------- | ------------------------- | --------------------- | ----------------------------------- |
| Anna              | Pszów                     | 31. März 2016         | 31. Dezember 2018                   |
| Boże Dary         | Katowice OT Kostuchna     | 30. Juni 2015         | 31. Dezember 2020                   |
| Brzeszcze Wschód  | Brzeszcze                 |                       | 31. Dezember 2019                   |
| Centrum           | Bytom OT Karf             | 9. Mai 2015           | 31. Dezember 2020                   |
| Jas-Mos           | Jastrzębie-Zdrój          | 1. Oktober 2016       |                                     |
| Kazimierz-Juliusz | Sosnowiec                 | 29. Mai 2015          |                                     |
| Krupiński         | Suszec                    | März 2017             | 2020                                |
| Makoszowy         | Zabrze OT Makoszowy       | 1. Mai 2015           | 2021                                |
| Pokój (teilweise) | Ruda Śląska OT Nowy Bytom | 1. Januar 2017        |                                     |
| Mysłowice         | Mysłowice                 | 1. Januar 2008        | 31. Dezember 2019                   |
| Śląsk             | Ruda Śląska OT Kochlowice | 1. Februar 2018       |                                     |
| Wieczorek         | Katowice OT Nikiszowiec   | 31. März 2018         |                                     |

## Nachweise
1. ↑  Homepage des Unternehmens srk.com.pl abgerufen am 13. April 2018.
2. ↑  katowice.gosc.pl abgerufen am 10. April 2018.
3. ↑  srk.com.pl (Memento des Originals vom 20. März 2016 im Internet Archive)  Info: Der Archivlink wurde automatisch eingesetzt und noch nicht geprüft. Bitte prüfe Original- und Archivlink gemäß Anleitung und entferne dann diesen Hinweis. (PDF) abgerufen am 8. April 2018.
4. ↑  srk.com.pl (Memento des Originals vom 11. August 2017 im Internet Archive)  Info: Der Archivlink wurde automatisch eingesetzt und noch nicht geprüft. Bitte prüfe Original- und Archivlink gemäß Anleitung und entferne dann diesen Hinweis. (PDF) abgerufen am 10. April 2018.
5. ↑  katowice.gosc.pl abgerufen am 10. April 2018.
6. ↑  radiomaryja.pl abgerufen am 13. April 2018.
7. ↑  energetyka24.com abgerufen am 8. April 2018.
8. ↑  energetyka24.com abgerufen am 8. April 2018.
9. ↑  nettg.pl und slask.onet.pl abgerufen am 10. April 2018.
10. ↑  katowice.gosc.pl abgerufen am 10. April 2018.
11. ↑  srk.com.pl (Memento des Originals vom 5. Februar 2018 im Internet Archive)  Info: Der Archivlink wurde automatisch eingesetzt und noch nicht geprüft. Bitte prüfe Original- und Archivlink gemäß Anleitung und entferne dann diesen Hinweis. abgerufen am 10. April 2018.
12. ↑  gornictwo.wnp.pl abgerufen am 13. April 2018.